# دیوید گرین
دیوید گرین (انگلیسی: David Green؛ زادهٔ ۱۳ نوامبر ۱۹۴۱) کارآفرین اهل ایالات متحده آمریکا است، که در سال ۱۹۷۲ شرکت هابی لابی را تأسیس کرد.